# Condado de Beaufort (Carolina do Norte)
O Condado de Beaufort é um dos 100 condados do estado americano da Carolina do Norte. A sede do condado é Washington, e sua maior cidade é Washington. O condado possui uma área de 2 483 km² (dos quais 339 km² estão cobertos por água), uma população de 44 958 habitantes, e uma densidade populacional de 21 hab/km² (segundo o censo nacional de 2000). O condado foi fundado em 1712.